# Барра-Манса
Ба́рра-Ма́нса (Barra Mansa) — місто на південному сході Бразилії, в штаті Ріо-де-Жанейро, на правому березі річки Параїба.
Населення — 250000 чол. (2010).
Залізнична станція, вузол автошляхів.
Чорна та кольорова металургія, хімічна, металообробна та харчова промисловість.
Засноване в 1833 році.